# Юліус Ріц
Август Вільгельм Юліус Ріц (нім. August Wilhelm Julius Rietz; 28 грудня 1812, Берлін — 12 вересня 1877, Дрезден) — німецький диригент, композитор і музичний педагог. Син альтиста Йоганна-Фрідріха Ріца (1767–1828), молодший брат скрипаля Едуарда Ріца.

## Життєпис
Август-Вільгельм-Юліус Ріц брав перші уроки музики у свого старшого брата, потім навчався грі на віолончелі у Бернгарда Ромберґа, вивчав композицію під керівництвом Карла-Фрідріха Цельтера.
Завдяки дружбі свого старшого брата з Феліксом Мендельсоном був підтриманий останнім після передчасної смерті Едуарда Ріца і в 1834 став помічником Мендельсона на посаді капельмейстера Дюссельдорфської опери, роком пізніше змінив Мендельсона на цій посаді, а в 1836-му став генеральним музичним директором.
У дюссельдорфський період Ріц склав симфонію соль мінор, численні твори для театральної музики, кілька увертюр, одна з яких, «Геро», 1841-го була виконана Оркестром Ґевандгауза під керуванням Мендельсона.
У 1847-му Ріц перебрався до Лейпцига, де керував співочої академією, оркестром оперного театру, а з 1848 — Оркестром Ґевандгауза . Одночасно Ріц викладав в Лейпцизькій консерваторії, де серед його учнів були, зокрема, Вольдемар Барґіль, Ернст Рудорф, Фрідріх Геґар, Саломон Ядассон. У 1859-му Лейпцизький університет удостоїв його докторського ступеня honoris causa. Роком пізніше Ріц був призначений придворним капельмейстером при саксонському королівському дворі в Дрездені, а в 1874-му — генеральним музичним директором королівства.
Ріц також підготував до видання перший том зібрання творів Ґеорґа-Фрідріха Генделя, яке потім продовжив Фрідріх Крізандер.